# 機床

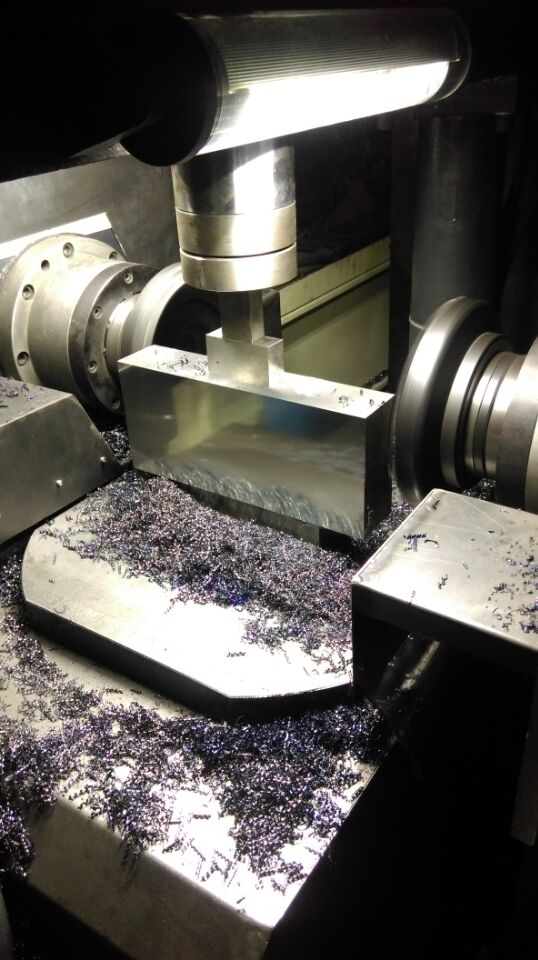
一座運作中的铣床正在加工一個金屬工件

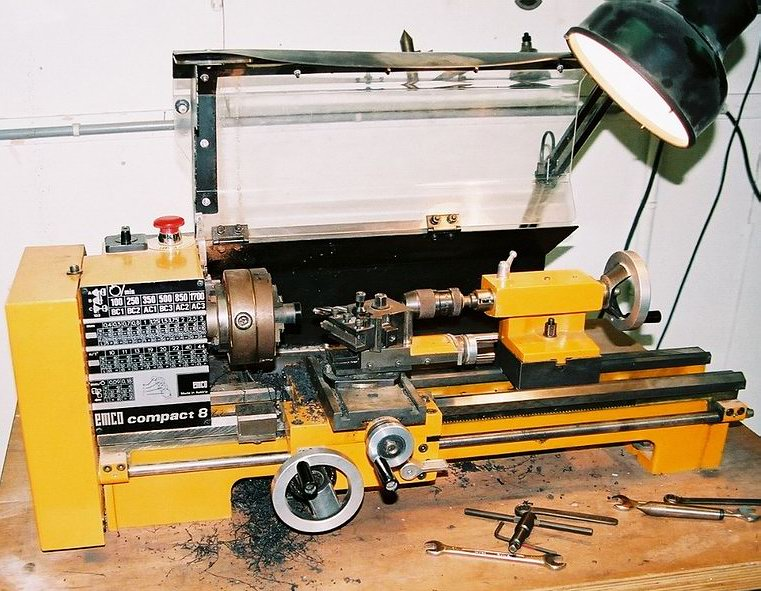
車床為工具機的一種，圖為一種小型金屬加工車床

，是指用於加工工件的動力裝置，為機械零件制造過程中的重要設備。機床一般可讓其他工具成型，也能切削和連接工具。

## 概念及定義
工具機為將固體材料以物理或化學的方法加工的動力裝置。一般情況下是指加工材料以金屬工件為主的工具機。加工方式則以切削或輪磨等機型方式將工件製成所需的形狀、尺寸及表面精度，按照其功用可分為切削型、成形型、及使用高級技術三類。金屬加工工具機用於精密切削金屬以生產其他機器的金屬零件，其架構必需有足夠的剛性。

## 歷史

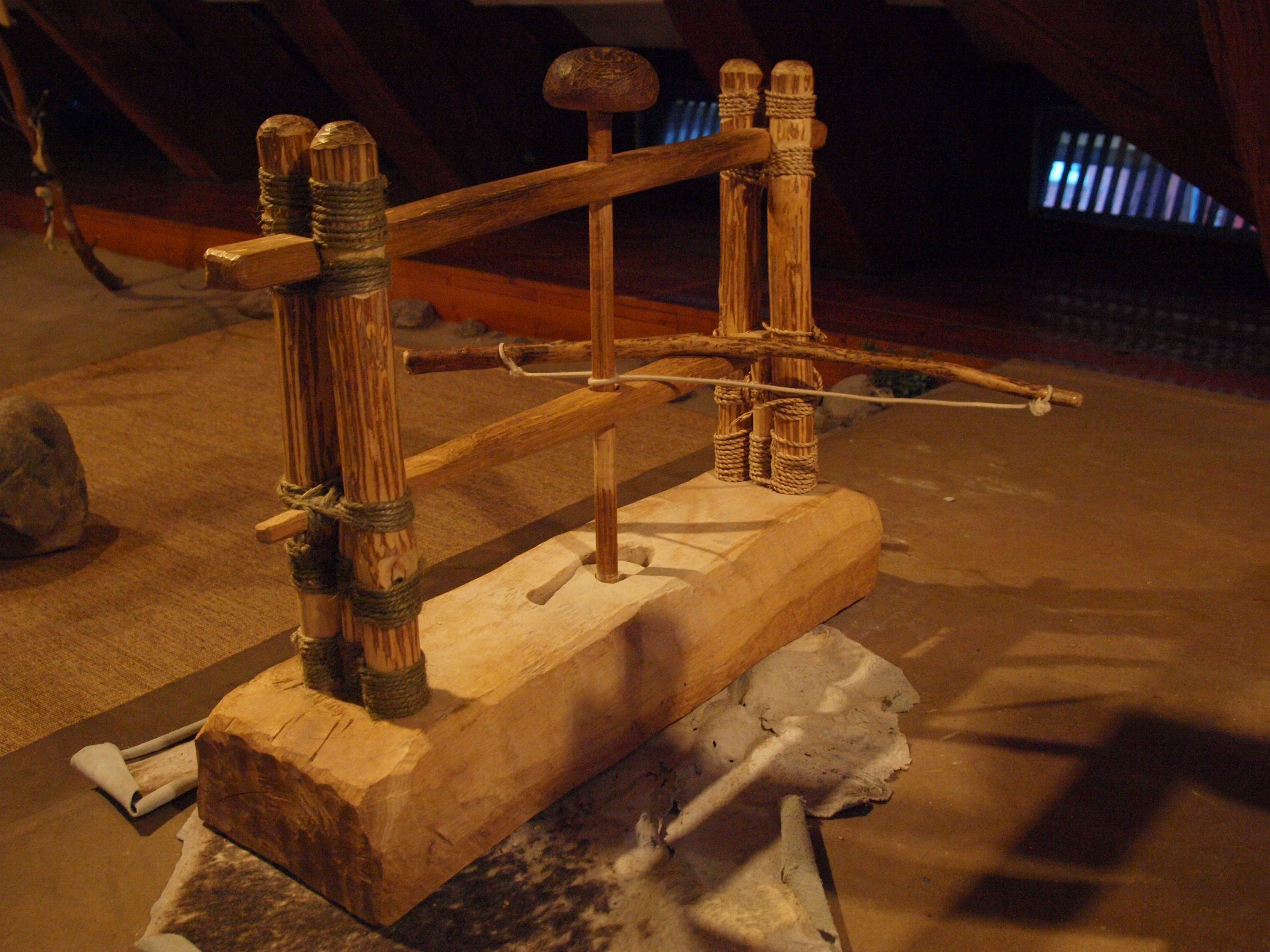
古代用於在石塊上鑽孔的工具，是工具機的雛型之一。

1712年，湯瑪斯·紐科門發明了大氣活塞蒸汽机。1765年，詹姆斯·瓦特提出新型蒸汽機（瓦特蒸汽機）的構想，將冷凝器與氣缸分離開來，使得氣缸溫度可以持續維持在注入的蒸汽的溫度，可改良紐科門蒸汽機效率低的問題。然而對於新型蒸汽機中直徑一米、長度二米的大型汽缸，由於當時的工具機技術最好僅能做到二公分的公差，無法克服活塞與大型氣缸的組裝密合問題，新型蒸汽機發展遭遇了瓶頸。1775年，约翰·威尔金森發展出鏜床，將加工公差推進至數毫米，成功解決瓦特蒸汽機的關鍵技術困難。於是1776年，瓦特成功製造出第一批效率更高的新型蒸汽機，並應用於實際生產。現時，工具機也包括3D打印机。

## 組件名稱
在工具機上待加工的金屬稱為「工件」，用來切削工件的工具稱為「刀具」。工具機提供動力造成工件與刀具的相對運動，並且精確控制此相對運動，去除工件上不要的部分。某些機器如車床是轉動工件，進給刀具。也有機器如鏜床，轉動刀具，進給工作檯以移動工件。
工具機的基本組件包括以下組件：支承机构、驱动装置、进给机构、导向机构、控制和操纵系统、润滑系统、冷却系统、安全装置等。
- 頭座：可提供驅動與進給刀具或是旋轉工件的動力。內含主軸、變速齒輪系統等。
- 機柱：提供垂直的支撐。某些機器的機柱也提供頭座上下移動的能力。
- 工作檯：支持固定加工中的工件。某些機器如鋸床，其工作檯也提供進給工件的能力。
- 鞍座、床檯（基座）、滑道等：支撐其他組件，有時提供進給自由度。

## 動力來源
工具機的動力可由电动机提供。電動機可分為直流馬達與交流馬達。傳統上直流馬達有功率輸出大，加減速反應靈敏順暢、溫度低等優點。但直流馬達具有电刷等易損壞零件。整流時產生之火花可能導致火災，最高速率因此受限。易損壞零件也提高故障率。交流馬達不需電刷。加上近年來功率、加減速反應目前最先进的技术是直線摩打直接驱动机床的直线轴转电机经滚珠丝杠或者齿轮齿条等传动机构间接驱动。

## 分类
机床按加工方法可分為铣床、車床、磨床、鑽床等。按机床構造可分為檯式、落地式、龍門式、多機頭式等四种。按自動化程度可分為傳統金屬切削機，数值控制與電腦數值控制（Computer Numerical Control, CNC）工具機。
| 加工方法 | 構造               | 工作示例圖片 | 切削運動                | 進給運動                             | 加工表面                                                                                         |
| -------- | ------------------ | ------------ | ----------------------- | ------------------------------------ | ------------------------------------------------------------------------------------------------ |
| 铣床     | 卧式、立式         |              | 刀具旋轉                | 工作檯                               | 平面、齒輪、突輪、孔加工、靠模（常见配钥匙的微型铣床）                                           |
| 铣床     | 龙门式             |              | 工作台往复运动+铣刀旋转 | 铣头平移                             | 平面                                                                                             |
| 車床     | 卧式               |              | 工件旋轉（周向）        | 刀架（轴向/横向、径向/纵向）         | 外圓面（车圆柱、车螺纹/套扣、滚花、抛光、成型车削）、内圆面（孔加工，包括鑽/镗/鉸/扩孔、攻丝等） |
| 鏜床     | 卧式               |              | 刀具旋轉                | 工作檯平移、刀具伸缩                 | 内圆面（钻/镗/鉸孔，多在大型、非旋转体工件上使用，例如活塞发动机的汽缸）                         |
| 鉋床     | 龍門式             |              | 工作檯往復運動          | 刀具                                 | 平面，大工件                                                                                     |
| 鉋床     | 牛頭式             |              | 刀具往復運動            | 工作檯                               | 平面，小工件                                                                                     |
| 磨床     |                    |              | 砂轮旋轉                | 工作檯                               | 磨平面                                                                                           |
| 鑽床     | 台钻、立钻、摇臂钻 |              | 刀具旋轉                | 刀具伸缩、移动（仅摇臂钻）           | 孔加工                                                                                           |
| 锯床     |                    |              | 鋸刀旋轉                | 刀具、工件                           | （切斷）                                                                                         |
| 拉床     |                    |              | 刀具拉削                | （唯一没有进给运动的机床，一次成型） | 內外表面                                                                                         |

## 數控機床

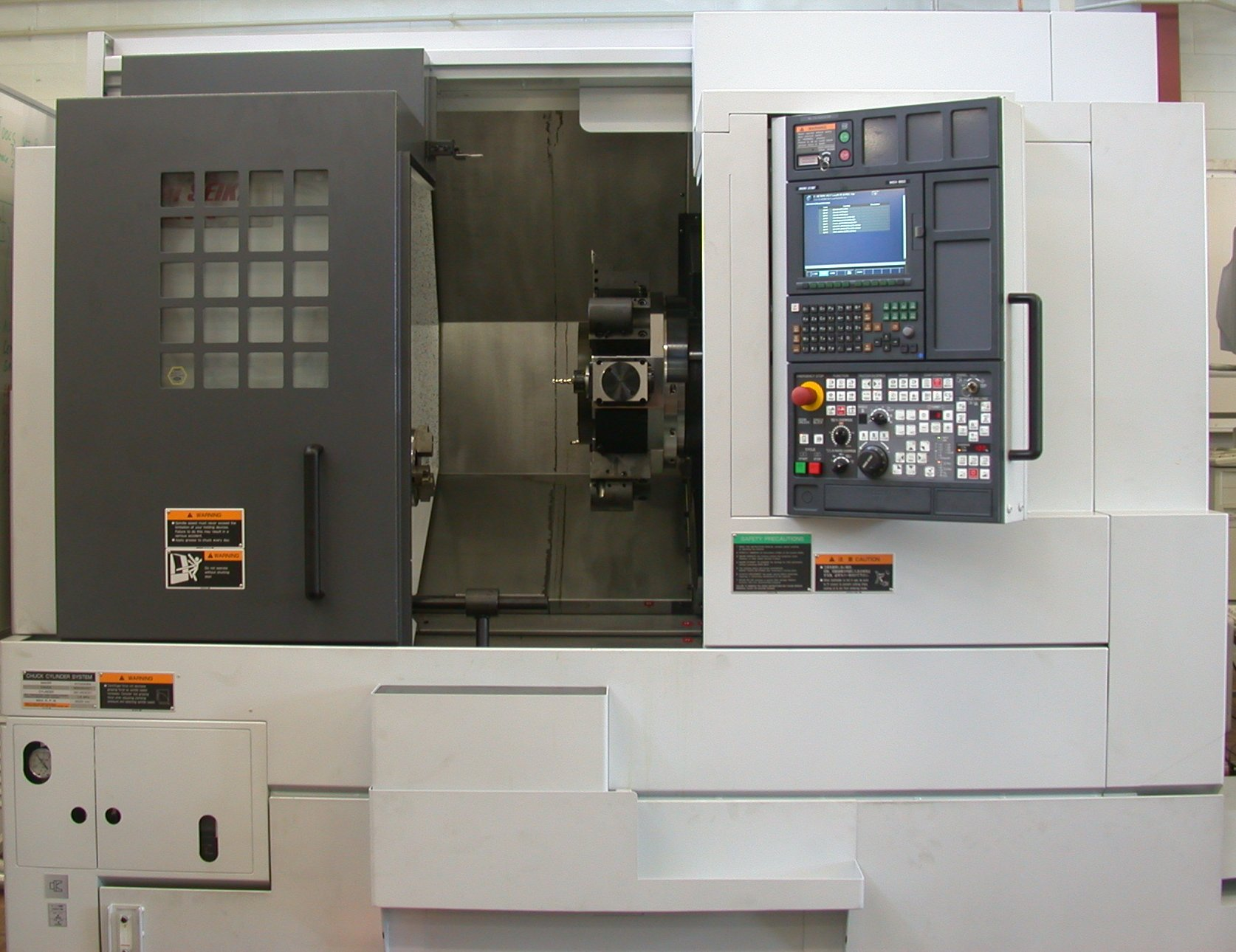
日本森精机電腦數控机床

数值控制工具機及電腦數值控制工具機已成為零件加工工業的重要設備。與傳統工具機相比，電腦數值控制工具機較適合精密零件生產。

### 優點
- 高精確度，高品質。
- 資料易儲存修改。如果程式設計良好，可以通用於不同時間地點的工具機，生產相同的產品。不需重新設計。
- 可自動換刀、送料等，自動程度更高。
- 自适应控制，維持工具機於最佳生產條件。
- 較長的刀具壽命。
- 增加工作時間提高機器使用率（下班無人看管仍可工作）。
- 高效率、高品質、高良率。在成品外形複雜精細時尤其明顯。
- 減少夾具、治具。因此減少前置成本與準備時間。
- 加工多樣化。在少量多樣的生產模式下可減少單位成本。
- 減少勞力人事成本。一操作員可同時操作數台機器。
- 加工時間、單位成本易控制掌握，因此可有效掌握生產計劃，並且能減少呆料。
- 操作簡便，一旦程式設計完成，操作就減少對高技術操作人員依賴。
- 免除操作者誤差，提高良率。

### 缺點
- 電腦數值控制工具機初期購置成本高。
- 程式人員須有加工、操作等知識。
- 設備精密複雜，維護與保養成本高。
- 依賴程式設計師、機械維修專業人員。此類人員訓練較一般技術員困難。[2][3]

## 操作
待加工的工件可用許多方法夾持。
- 以兩領針支持工件：以機器頭座與尾座各一頂針夾住工件。適合用於夾持長形工件進行旋轉，能承受較大的切削力量。
- 心軸：以頭座伸出的心軸，穿過圓柱形工件軸心已有的洞。
- 面板：以夾具將工件固定在工具機的一面板上。適用於平板、不規則形的工件。
- 夾頭：以類似爪子的組件抓住工件。

除了操作員安全訓練之外，工具機上也有數種設計維護安全，例如在工具機外裝置防護閘門防止異物伸入；裝置光電偵測器以在異物伸入時發動緊急停止；將控制裝置設定為雙手按鈕等等。